# Gropparello
Gropparello est une commune de la province de Plaisance, dans la région Émilie-Romagne.

## Économie
L’économie repose avant tout sur la production agricole même s'il y a aussi des entreprises de mécanique ou de métallurgie. Dans le hameau de Sariano se trouve le chantier naval Azimut, connu pour ses yachts. Le tourisme représente une part importante de l’économie : Gropparello est une station touristique renommée durant l’été.
Sur la commune de Gropparello, par exemple dans le hameau de Montechino, on trouve encore quelques puits de pétrole qui ne sont plus en exploitation depuis les années 1950 parce que le pétrole de la province de Plaisance ne pouvait pas être compétitif. 

## Administration
| Période                                  | Période  | Identité       | Étiquette | Qualité |
| ---------------------------------------- | -------- | -------------- | --------- | ------- |
| 29 mai 2006                              | En cours | Armando Piazza |           |         |
| Les données manquantes sont à compléter. |          |                |           |         |

### Hameaux
Castellana, Groppovisdomo, Gusano, La Valle, Montechino, Obolo, Sariano, Veggiola.

### Communes limitrophes
Bettola, Carpaneto Piacentino, Lugagnano Val d'Arda, Morfasso, Ponte dell'Olio, San Giorgio Piacentino.